# La Radio in comune
La Radio in comune è un programma radiofonico italiano in onda sulle frequenze di Rai Radio1 dal 2019 da 6 stagioni, condotto da Umberto Broccoli e Luca Bernardini erede spirituale del programma radiofonico precedente Con parole mie.

## Presentazione
Il programma percorre idealmente un viaggio in Italia e in Europa, attraversando grandi e piccole città, raccontate attraverso poesie, canzoni o citazioni di personaggi famosi, del passato e del presente. Umberto Broccoli è autore e conduttore della trasmissione mentre il Maestro Luca Bernardini si occupa anche della regia musicale: infatti durante il programma vengono utilizzati vari sottofondi musicali per accompagnare le letture e le riflessioni;

## Edizioni
| Edizione | Periodo        | Periodo           | Conduzione       | Puntate |
| Edizione | Inizio         | Fine              | Conduzione       | Puntate |
| -------- | -------------- | ----------------- | ---------------- | ------- |
| 1ª       | 29 luglio 2019 | 6 settembre 2019  | Umberto Broccoli | 22      |
| 2ª       | 6 luglio 2020  | 11 settembre 2020 | Umberto Broccoli | 50      |
| 3ª       | 19 luglio 2021 | 10 settembre 2021 | Umberto Broccoli | 40      |
| 4ª       | 1 agosto 2022  | 9 settembre 2022  | Umberto Broccoli | 30      |
| 5ª       | 24 luglio 2023 | 8 settembre 2023  | Umberto Broccoli | 35      |
| 6ª       | 12 agosto 2024 | 13 settembre 2024 | Umberto Broccoli | 23      |
| 7ª       | 28 luglio 2025 | ''in corso''      | Umberto Broccoli |         |

### Prima edizione (2019)
La prima stagione ha visto la trasmissione di 22 puntate, in onda dal 29 luglio al 6 settembre, dalle 17.45 alle 19.00. Il mezzo di trasporto scelto è stato il treno a vapore FS 640 Schwarzkopf. La sigla di apertura è stata Last train home di Pat Metheny.
La stagione si è conclusa con la lettura della poesia È tardi, tratta da Gli orti di Nino Oxilia del 1918.

### Seconda edizione (2020)
La seconda stagione ha visto la trasmissione di 50 puntate, in onda dal 6 luglio all'11 settembre, dalle 17.05 alle 18.00. Il mezzo di trasporto scelto è stato il dirigibile blu. Tra i personaggi che accompagnano gli autori troviamo il colombo Cristoforo.
La stagione si è conclusa con la lettura della poesia È tardi, tratta da Gli orti di Nino Oxilia del 1918.

### Terza edizione (2021)
La terza stagione stagione ha visto la trasmissione di 40 puntate, in onda dal 19 luglio al 10 settembre, dalle 17:30 alle 18:30. Il mezzo di trasporto scelto è il peschereccio BeatoColomboCristoforo. La sigla di apertura è Summer on a Solitary Beach di Franco Battiato. Tra i personaggi che accompagnano gli autori troviamo il Tonno Subito e il suo cugino francese Vitel Tonné. Durante ogni puntata vengono proposti brevi siparietti tratti dallo storico programma radiofonico Gran varietà.
La stagione si è conclusa con la lettura della poesia È tardi, tratta da Gli orti di Nino Oxilia del 1918.

### Quarta edizione (2022)
La quarta stagione stagione ha visto la trasmissione di 30 puntate, in onda dal 1 agosto al 9 settembre, dalle 17:05 alle 18:30. Il mezzo di trasporto scelto è un calesse trainato dal cavallo nero Equus (che risponde agli ordini solo quando interpellato con il dativo Equo). Tra i personaggi che accompagnano gli autori e conduttori troviamo il fantasma di Marco Aurelio, che con marcato accento tedesco, cita espressioni storiche spacciandole per pensieri propri rimasti inediti e mai scritti nelle sue opere, e l'imperatore Traiano.
In ogni puntata vengono riportate citazioni dall'opera Colloqui con sé stesso di Marco Aurelio (accompagnate in sottofondo dalla canzone The Battle dall'album Gladiator (Music From The Motion Picture) di Hans Zimmer e Lisa Gerrard contenente la colonna sonora del film Il gladiatore) e dall'opera Le metamorfosi di Publio Ovidio Nasone. Inoltre vengono proposti brevi siparietti tratti dallo storico programma radiofonico Gran varietà, mentre dagli archivi del Radiocorriere TV, vengono letti i programmi radiofonici del Programma Nazionale di quel giorno di anni passati.
La sigla di testa delle puntate della quarta stagione è Pavane di Gabriel Fauré nella versione già utilizzata come apertura della trasmissione Con parole mie. La stagione si è conclusa con la lettura della poesia È tardi, tratta da Gli orti di Nino Oxilia del 1918.

### Quinta edizione (2023)
La quinta stagione è andata in onda dal 24 luglio 2023 all'8 settembre 2023, dalle 17:05 alle 19:00. La sigla di testa delle puntate della quinta stagione è Pavane di Gabriel Fauré nella versione già utilizzata come apertura della trasmissione Con parole mie. Il mezzo di trasporto scelto è un aliante, trainato in quota da un Piper. Il personaggio che accompagna i conduttori è Eolo, il dio dei venti, la cui apparizione viene annunciata da Io sono il vento di Arturo Testa: Eolo presenta i suoi aiutanti come se fossero i sette nani. I conduttori vengono disturbati saltuariamente da Tom Cruise a bordo del suo F35 e dall'elicottero del direttore di Radio 1 Francesco Pionati. Seguono le rubriche della trasmissione:
- All'inizio di ogni puntata puntata viene letto un pensiero, una frase o una citazione di autori latini introdotta dalla canzone Titans di Vangelis.[6]
- Via Veneto (da Dolce vita) si leggono aneddoti e citazioni di Ennio Flaiano.[6]
- Per il centenario dalla fondazione dell'Aeronautica Militare Italiana vengono letti pensieri, lettere e citazioni di personaggi importanti della storia dell'aeronautica.[6]
- Gran varietà, vengono proposti brevi siparietti tratti dallo storico programma radiofonico.[6]
- Un'estate fa, ripropone gli eventi principali accaduti lo stesso giorno di anni passati.[6]
- Indovina l'uccello, il maestro Bernardini invita gli ascoltatori ad indovinare l'uccello dal verso proposto.[6]
- Il disco volante, rubrica dedicata a canzoni e gruppi musicali passati di cui non si ricorda l'esistenza, introdotta da una sigla di una vecchia trasmissione radiofonica di Umberto Broccoli.[6]
- Mondo piccolo, rubrica in cui viene letto un passo tratto da Mondo piccolo di Giovanni Guareschi.[6]

La stagione si è conclusa con la lettura della poesia È tardi, tratta da Gli orti di Nino Oxilia del 1918.

### Sesta edizione (2024)
La sesta stagione è andata in onda dal 12 agosto al 13 settembre 2024, dalle 18:05 alle 19:00. La sigla di testa delle puntate della sesta stagione è Pavane di Gabriel Fauré nella versione già utilizzata come apertura della trasmissione Con parole mie. Il mezzo di trasporto scelto è un disco volante preso a noleggio presso l'Area 51. Il personaggio che accompagna i conduttori è l'astronave Madre, che con voce maschile e dall'accento francese, disturba e richiama i conduttori come se fosse la loro madre. In ogni puntata vengono riportate citazioni dall'opera La storia vera di Luciano di Samosata introdotte dalla canzone Love Theme di Vangelis.
La stagione si è conclusa con la lettura della poesia È tardi, tratta da Gli orti di Nino Oxilia del 1918.

### Settima edizione (2025)
La sesta stagione è in onda dal 28 luglio all'8 agosto e dal 18 agosto 2025, dalle 15:05 alle 16:00. La sigla di testa delle puntate della sesta stagione è Pavane di Gabriel Fauré nella versione già utilizzata come apertura della trasmissione Con parole mie. Il mezzo di trasporto scelto è un veliero fantasma sospinto con lo starnuto di Eolo, il dio del vento, il personaggio principale che interagisce con i conduttori. Sporadicamente appare la sirena, che alterna voce con accento spagnolo a voce baritonale. I conduttori accompagnano gli ascoltatori alla scoperta delle rotte dei grandi viaggiatori del passato. Ogni settimana viene letto un episodio di un personaggio del passato: Ulisse, Orazio ed Enea